# 제프리 엡스타인 고객 명단
제프리 엡스타인 고객 명단(Jeffrey Epstein client list)은 유죄 판결을 받은 성범죄자 제프리 엡스타인의 고객 명단이라고 주장되며, 2025년에 두드러지게 부상했다. 이 가상의 명단은 엡스타인이 국제 성적 인신매매 조직의 일부로 저명하고 부유한 인물들을 협박하는 데 이 명단을 사용했다는 음모론의 일부를 형성했다.
미국 법무부 (DOJ)와 연방수사국 (FBI)은 그러한 명단의 존재를 조사하여 존재하지 않는다고 결론내렸다. 2025년 7월에 보도된 서명되지 않은 미상의 메모는 "엡스타인이 자신의 행동의 일부로 저명한 인물들을 협박했다는 신뢰할 만한 증거는 발견되지 않았다. 우리는 기소되지 않은 제3자에 대한 조사를 시작할 수 있는 증거를 발견하지 못했다"고 명시했다. 이 명단이 존재하지 않는다는 주장은 우익 정치 평론가들, 특히 호지트윈스, 앨릭스 존스, 로건 오핸들리, 리즈 휠러를 포함한 미국 내 우익 정치 평론가들의 비판을 불러일으켰다.

## 내용
가상의 고객 명단은 PBS에 따르면 "미성년 소녀들이 인신매매된 고객 명단"을 의미한다. 엡스타인의 금융 고객들 중 일부는 공개적으로 알려져 있으며, 명단 형식으로 저장되었다고도 보고되었다. 2019년 뉴욕 타임스의 보도에 따르면, 금융 고객 명단은 "생각했던 것만큼 방대하지 않았고, 그가 제공한 서비스는 한때 묘사되었던 것보다 덜 주목할 만했다"고 한다.

## 역사
미국 법무부 장관 팸 본디는 2025년 2월 폭스 뉴스로부터 법무부가 "제프리 엡스타인 고객 명단"을 공개할 것인지에 대한 질문을 받고 "지금 내 책상 위에 검토를 위해 놓여 있다"고 말했다. 7월 7일, 백악관 대변인 캐럴라인 레빗은 본디가 엡스타인에 대한 축적된 증거를 일반적으로 언급하고 있었다고 말하며, "[본디]는 제프리 엡스타인의 범죄와 관련된 모든 서류, 모든 문서를 언급하고 있었으며, 이에 대해서는 그녀가 직접 말할 것이다"라고 진술했다.
변호사이자 법학 교수인 앨런 더쇼비츠는 2025년 3월 19일 숀 스파이서와의 인터뷰에서 그러한 명단에 있는 인물들의 이름과 엡스타인과 관련된 미공개 파일들을 알고 있다고 말하며, "왜 그들이 억압되는지 안다. 누가 그들을 억압하는지 안다" 그리고 "판사와 사건으로부터 기밀 유지 의무를 지고 있으며, 내가 아는 것을 공개할 수 없다"고 덧붙였다. 더쇼비츠는 2006년 엡스타인의 불기소 합의를 협상한 법률 팀의 일원이었다.
7월 9일, FBI 부국장 댄 봉기노, FBI 국장 카슈 파텔, 미국 법무부 장관 팸 본디, 백악관 비서실장 수지 와일스가 참석한 회의에서 봉기노와 파텔은 CNN에 따르면 "FBI가 더 많은 정보 공개를 원했지만 궁극적으로 법무부에 의해 저지되었다는 이야기에 연루되었는지에 대해 질문을 받았다". 봉기노는 회의 후 사임을 고려하고 있는 것으로 알려졌다. 본디는 MAGA 운동의 많은 사람들에게 비난받았다.